# AV-TM 300
El AV-TM 300 o AV-TMC de Avibras Tactical Cruise Misile para exportación es un misil de crucero brasileño que Avibras está desarrollando para el sistema Astros 2020. Apodado Matador ("asesino"), se prevé que sea una alternativa menos costosa al Tomahawk estadounidense.
El misil está equipado con una computadora central que combina un giroscopio láser Ring, conectado a un dispositivo de navegación GPS activo que proporciona ininterrumpidamente información de posicionamiento para corregir el rumbo. Aparentemente también habrá una versión naval llamada X-300. El misil puede usar una sola ojiva de 200 kg de ojiva de munición de racimo o de alto explosivo con 64 submuniciones para objetivos antipersonal o antitanque. 

## Desarrollo
La primera versión del misil se creó en 1999, sin embargo, el desarrollo del misil comenzó oficialmente en septiembre de 2001. Finalmente, las especificaciones originales sufrieron una modificación importante, incluida la eliminación de las alas retráctiles y la adición de materiales compuestos. 

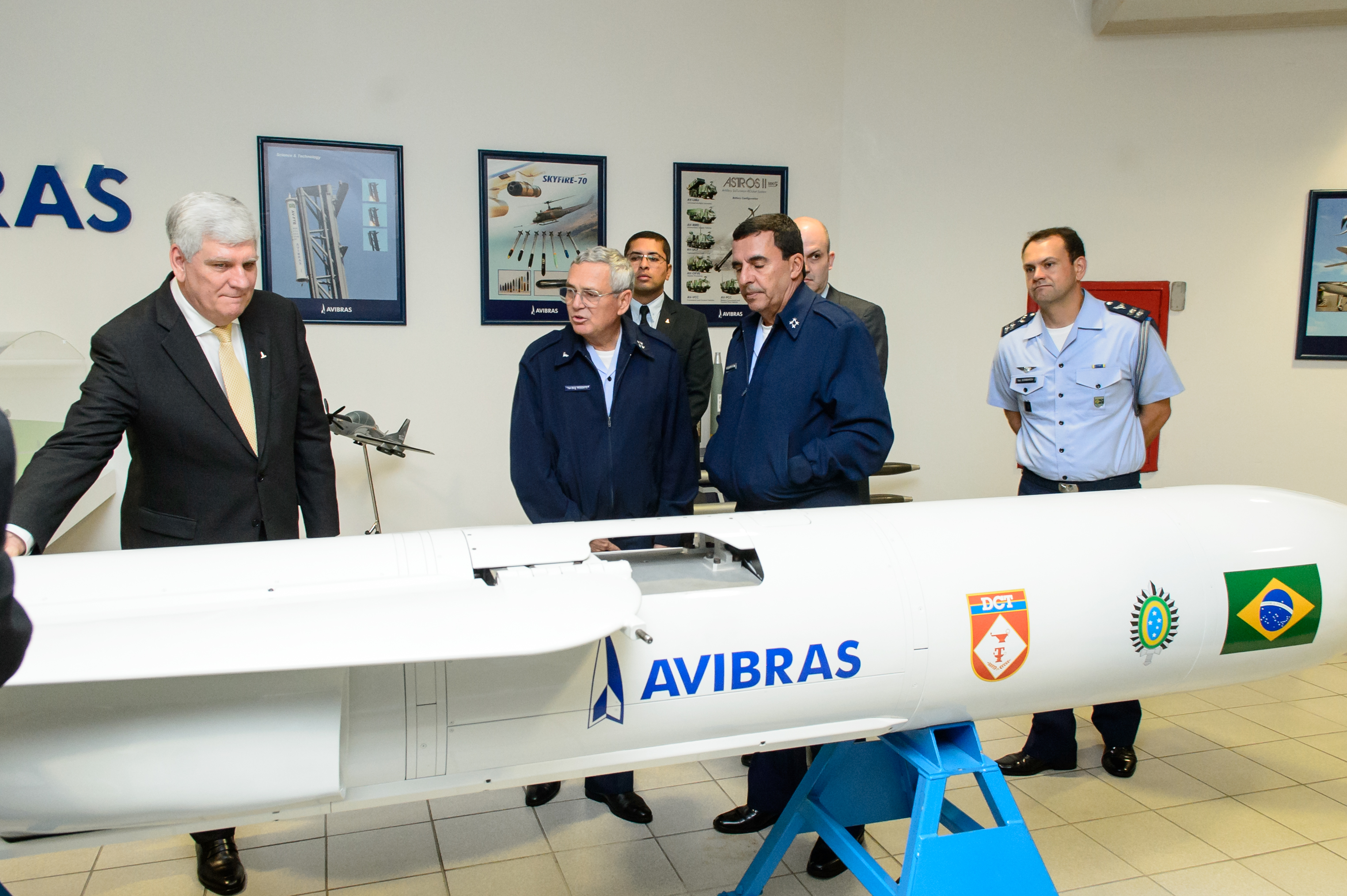
AV-TM-300

Los misiles utilizan cohetes de combustible sólido para el lanzamiento y un turborreactor durante el vuelo de crucero subsónico. El turborreactor autóctono de misiles es una variante del Turbomachine TJ1000, desarrollado por la empresa Turbomachine y utilizado por Avibras bajo un acuerdo de licencia de fabricación.
El Ejército de Brasil firmó el contrato de desarrollo y invirtió R$ 100 millones desde 2012, las etapas de desarrollo se están finalizando al 2022 y ya contar con cerca de dos decenas de lanzamientos desde campos de prueba como el CLBI. La fuerza ha encomendado un lote inicial de 100 unidades.
Además de ser utilizado en la fuerza terrestre, el armamento puede ser utilizado por los ASTROS de la Infantería de Marina y, en el futuro, evolucionar a una versión naval para los barcos de la Armada

## Versiones
- AV-TM 300 : versión inicial, sistema ASTROS.

- MICLA-BR : la Fuerza Aérea Brasileña (FAB) está desarrollando una versión aerotransportada del misil, designado como MICLA-BR (Míssil de Cruzeiro de Longo Alcance), es proyetado  para ser lanzado desde aeronaves de combate, siendo visto instalado en el cabide central de un caza F-5M de la fuerza para pruebas.[11]

- X-300 : versión de lanzamiento desde plataforma naval.

- AV-SS-150 : versión simplificada sin turborreactor, solo propulsión sólida.

## Operadores
- Ejército Brasileño
- Fuerza Aérea Brasileña
- Marina de Brasil
  - Infantería de Marina Brasileña